# アンヘル・アラルコン
アンヘル・アラルコン・ガリオ（Ángel Alarcón Galiot, 2004年5月15日 - ）は、スペイン・カタルーニャ州バルセロナ県カステイダフェルス出身のプロサッカー選手。プリメーラ・フェデラシオン・FCバルセロナB所属。ポジションは FW。

## クラブ経歴
2012年にRCDエスパニョールのカンテラに入所。6年間過ごした後2018年にFCバルセロナの下部組織ラ・マシアに加入。2021年にFCバルセロナBに昇格。2021-22シーズンはBチームで4試合に出場。2023年1月にトップチームに昇格。1月20日のコパ・デル・レイのADセウタFC戦で、後半35分にハウィーニャとの交代で起用され、トップチームデビュー。27日にはFCバルセロナと2025年までの契約に合意した。

## 代表歴
プロデビュー前の2019年から、各ユース世代のスペイン代表でプレーしている。